# Jean Dreyfus
Ne doit pas être confondu avec Jean Dreyfus-Stern.
Pour les articles homonymes, voir Dreyfus.
Jean Dreyfus, né le 28 février 1914 à Paris et mort pour la France le 8 novembre 1942 à Alger, est un militaire français, compagnon de la Libération. Officier de réserve mobilisé au début de la Seconde Guerre mondiale, il décide de s'engager dans la résistance après l'armistice du 22 juin 1940 et meurt en contribuant au débarquement des troupes alliées en Afrique.

## Biographie

### Jeunesse et engagement
Jean Dreyfus naît le 28 février 1914 dans le 8e arrondissement de Paris d'un père administrateur de société. Il étudie au lycée Condorcet puis à l'école alsacienne de Paris avant d'être diplômé des Hautes études commerciales. Il effectue son service militaire au 20e régiment d'artillerie. De retour dans le civil tout en restant sous-lieutenant de réserve, il s'installe en Algérie en 1937 pour devenir dirigeant d'une entreprise commerciale.

### Seconde Guerre mondiale
Mobilisé au déclenchement de la Seconde Guerre mondiale, il est affecté au 65e régiment d'artillerie d'Afrique et envoyé en Tunisie. Après l'armistice du 22 juin 1940, il est démobilisé mais, n'acceptant pas la défaite, cherche un moyen de poursuivre la lutte contre l'Allemagne. Il entre alors en contact avec le lieutenant-colonel Germain Jousse sous les ordres duquel il participe pendant deux ans à la préparation du débarquement alliés sur les côtes d'Afrique du Nord.
Le 8 novembre 1942, lors de l'opération Torch, les armées américaines et britanniques débarquent sur les côtes du Maroc et de l'Algérie. À Alger, sous les ordres de Germain Jousse et José Aboulker, la résistance s'empare des points stratégiques de la ville afin de faciliter l'arrivée des alliés.
Jean Dreyfus est chargé d'investir la Grande Poste et d'y couper le central téléphonique afin d'interdire toute communication avec le reste d'Alger et la métropole. Des troupes et un engin blindé du 5e régiment de chasseurs d'Afrique, encore sous allégeance du régime de Vichy, tente alors de les déloger en ouvrant le feu sur le bâtiment.
Au bout d'une heure de siège, ayant réussi à couper les communications et considérant donc sa mission accomplie, Jean Dreyfus sort du bâtiment pour parlementer avec les assaillants. Après quelques minutes de tractations, il retourne auprès des siens vers la Grande Poste. Il est alors abattu dans le dos, d'une rafale de mitrailleuse tirée par un sous-officier vichyste. D'abord inhumé au cimetière civil d'Alger, son corps est ensuite transféré au cimetière d'El Biar.

## Décorations
|  |  |  |
|  |  |  |

| Chevalier de la Légion d'honneur | Chevalier de la Légion d'honneur | Compagnon de la Libération | Compagnon de la Libération | Croix de guerre 1939-1945 Avec une palme | Croix de guerre 1939-1945 Avec une palme |
| Legion of Merit (États-Unis)     |                                  |                            |                            |                                          |                                          |